# Belgische kampioenschappen badminton
De Belgische kampioenschappen badminton zijn jaarlijkse door de Koninklijke Belgische Badminton Federatie (KBBF) georganiseerde Belgische nationale kampioenschappen voor badmintonners. 

## Geschiedenis
De eerste editie werd georganiseerd in 1949. Bij de mannen werden de meeste titels gewonnen door Herman Moens (33) en bij de vrouwen door Ingrid Swiggers (27).

## Erelijst
| Jaar | Mannen enkel        | Vrouwen enkel          | Mannen dubbel                            | Vrouwen dubbel                         | Gemengd dubbel                          |
| ---- | ------------------- | ---------------------- | ---------------------------------------- | -------------------------------------- | --------------------------------------- |
| 1949 | Robert Mommaerts    | de Barey               | L.St.Lawrence J.B.Laidlaw                | Geen competitie                        | L.St.Lawrence J.B.Laidlaw               |
| 1950 | Stan Joy            | Nancy Penning          | Stan Joy J.B.Laidlaw                     | Boomer Nancy Penning                   | Stan Joy Nancy Penning                  |
| 1951 | Stan Joy            | Nancy Penning          | Stan Joy L.St.Lawrence                   | Mc.Cullough Nancy Penning              | Stan Joy Nancy Penning                  |
| 1952 | Guy Van Branteghem  | Nancy Joy              | Stan Joy L.St.Lawrence                   | Nancy Joy Nancy Penning                | Stan Joy Nancy Penning                  |
| 1953 | Bernard Blake       | Nancy Joy              | Guy Van Branteghem B.Crouch              | Nancy Joy Nancy Penning                | Stan Joy Nancy Penning                  |
| 1954 | Corkay Murray       | Nancy Joy              | Stan Joy L.St.Lawrence                   | Nancy Joy Nancy Penning                | Stan Joy Nancy Penning                  |
| 1955 | Guy Van Branteghem  | J.Boulet               | Stan Joy Bernard Blake                   | Nancy Joy Nancy Penning                | Stan Joy Nancy Penning                  |
| 1956 | Guy Van Branteghem  | J.Boulet               | Guy Van Branteghem Jean Boulet           | J.Boulet J.Verplancke                  | Faber J.Boulet                          |
| 1957 | Guy Van Branteghem  | J.Boulet               | Guy Van Branteghem Jean Boulet           | J.Boulet Francoise Malevez             | Guy Van Branteghem J.Boulet             |
| 1958 | Guy Van Branteghem  | J.Boulet               | Claude Bar Jack Stuart                   | J.Boulet Francoise Malevez             | Guy Van Branteghem J.Boulet             |
| 1959 | Guy Van Banteghem   | J.Boulet               | Claude Bar Jack Stuart                   | J.Boulet Francoise Malevez             | Guy Van Branteghem J.Boulet             |
| 1960 | Anton Verstoep      | Bep Verstoep           | Guy Van Branteghem Anton Verstoep        | J.Boulet Francoise Malevez             | Anton Verstoep Bep Verstoep             |
| 1961 | Anton Verstoep      | Bep Verstoep           | J.Stuart Herman Moens                    | Bep Verstoep June Vander Willigen      | Anton Verstoep Bep Verstoep             |
| 1962 | Anton Verstoep      | geen competitie        | Guy Van Branteghem Anton Verstoep        | Geen competitie                        | Anton Verstoep Bep Verstoep             |
| 1963 | Anton Verstoep      | Bep Verstoep           | J.Stuart Herman Moens                    | Geen competitie                        | Herman Moens June Vander Willigen       |
| 1964 | Anton Verstoep      | June Vander Willigen   | Roger Vanmeerbeek Herman Moens           | Bep Verstoep June Vander Willigen      | Herman Moens June Vander Willigen       |
| 1965 | Herman Moens        | Bep Verstoep           | Roger Vanmeerbeek Herman Moens           | Bep Verstoep June Jacques              | Herman Moens Bep Verstoep               |
| 1966 | Roger Vanmeerbeek   | Bep Verstoep           | Roger Vanmeerbeek Herman Moens           | Bep Verstoep Gerda Moens               | Herman Moens Bep Verstoep               |
| 1967 | Roger Vanmeerbeek   | June Jacques           | Roger Vanmeerbeek Herman Moens           | June Jacques Gerda Moens               | Herman Moens Gerda Moens                |
| 1968 | Herman Moens        | June Jacques           | Roger Vanmeerbeek Herman Moens           | June Jacques Gerda Moens               | Herman Moens Gerda Moens                |
| 1969 | Roger Vanmeerbeek   | June Jacques           | Roger Vanmeerbeek Herman Moens           | June Jacques Gerda Cairns              | Herman Moens Gerda Cairns               |
| 1970 | Herman Moens        | geen competitie        | Roger Vanmeerbeek Herman Moens           | Geen competitie                        | Roger Vanmeerbeek June Jacques          |
| 1971 | Herman Moens        | June Jacques           | Roger Vanmeerbeek Herman Moens           | June Jacques Gerda Cairns              | Herman Moens Gerda Cairns               |
| 1972 | Herman Moens        | Gerda Cairns           | Roger Vanmeerbeek Herman Moens           | Anne Devillers P.Remy                  | Herman Moens Gerda Cairns               |
| 1973 | Daniel Gosset       | June Jacques           | Roger Vanmeerbeek Herman Moens           | June Jacques Gerda Cairns              | Herman Moens Gerda Cairns               |
| 1974 | Michel Gosset       | Kirsten Ballislager    | Roger Vanmeerbeek Herman Moens           | Kirsten Ballislager M. Raindorf        | Herman Moens Gerda Cairns               |
| 1975 | Michel Gosset       | Kirsten Ballislager    | Roger Vanmeerbeek Herman Moens           | Kirsten Ballislager Françoise Kaiser   | Herman Moens Gerda Cairns               |
| 1976 | Daniel Gosset       | Françoise Kaiser       | Michel Gosset John Jaury                 | Kirsten Ballislager Françoise Kaiser   | Herman Moens Gerda Cairns               |
| 1977 | Daniel Gosset       | Ruth Williams          | Jean Pierre Bauduin Benny Tan            | Françoise Kaiser Ingrid Rijcken        | Herman Moens Gerda Cairns               |
| 1978 | Jean Pierre Bauduin | Françoise Kaiser       | Jean Pierre Bauduin John Isasi           | Maria Desy Ruth Williams               | Jos Isasi Vivianne Isasi                |
| 1979 | Jean Pierre Bauduin | Françoise Kaiser       | Jean Pierre Bauduin John Jaury           | Nadine Vermeulen Linda Drossaert       | Dominique Kaiser Françoise Kaiser       |
| 1980 | Jean Pierre Bauduin | Françoise Kaiser       | Jean Pierre Bauduin John Jaury           | Ingrid Swiggers Ingrid Rijcken         | Patrick De Ruisseaux Ingrid Swiggers    |
| 1981 | Jean Pierre Bauduin | Ingrid Swiggers        | Jean Pierre Bauduin John Jaury           | Ingrid Swiggers Ingrid Rijcken         | Jos Isasi Vivianne Isasi                |
| 1982 | Jan De Mulder       | Ingrid Swiggers        | Michel Bauduin Christian Bene            | Ingrid Swiggers Ingrid Rijcken         | Patrick De Ruisseaux Ingrid Swiggers    |
| 1983 | Jos Warmoes         | Ingrid Swiggers        | Jean Pierre Bauduin Christian Bene       | Ingrid Swiggers Marie-Christine Donnay | Jan De Mulder Ingrid Rijcken            |
| 1984 | Eddy Van Herbruggen | Ingrid Swiggers        | Patrick De Ruisseaux Eddy Van Herbruggen | Ingrid Swiggers Greet Van Haverbeke    | Patrick De Ruisseaux Ingrid Swiggers    |
| 1985 | Jan De Mulder       | Ingrid Swiggers        | Jan De Mulder Eddy Van Herbruggen        | Ingrid Swiggers Linda Drossaert        | Eddy Van Herbruggen Greet Van Haverbeke |
| 1986 | Eddy Van Herbruggen | Ingrid Swiggers        | Jan De Mulder Eddy Van Herbruggen        | Ingrid Swiggers Greet Van Haverbeke    | Yves de Negri Nancy De Mey              |
| 1987 | Jan De Mulder       | Ingrid Swiggers        | Jan De Mulder Jos Isasi                  | Ingrid Swiggers Greet Van Haverbeke    | Eddy Van Herbruggen Greet Van Haverbeke |
| 1988 | Eddy Van Herbruggen | Ingrid Swiggers        | Jan De Mulder Dario Van Nauw             | Ingrid Swiggers Greet Van Haverbeke    | Filip Vigneron Ingrid Swiggers          |
| 1989 | Jan De Mulder       | Ingrid Swiggers        | Jan De Mulder Filip Vigneron             | Ingrid Swiggers Greet Van Haverbeke    | Filip Vigneron Ingrid Swiggers          |
| 1990 | Eddy Van Herbruggen | Isabelle Meuleman      | Jan De Mulder Filip Vigneron             | Isabelle Meuleman Marina Cauberghs     | Eddy Van Herbruggen Isabelle Meuleman   |
| 1991 | Jan De Mulder       | Marie-Christine Donnay | Eddy Van Herbruggen Dario Van Nauw       | Ingrid Swiggers Sabine Langenaekens    | Filip Vigneron Ingrid Swiggers          |
| 1992 | Pedro Vanneste      | Annemie Buyse          | Yves de Negri Eddy Van Herbruggen        | Annemie Buyse Heidi Vranken            | Pedro Vanneste Annemie Buyse            |
| 1993 | Pedro Vanneste      | Heidi Vranken          | Yves de Negri Filip Vigneron             | Peggy Mampaey Ingrid Swiggers          | Pedro Vanneste Heidi Vranken            |
| 1994 | Pedro Vanneste      | Caroline Persyn        | Jim Van Bouwel Alain De Leeuw            | Caroline Persyn Peggy Mampaey          | Pedro Vanneste Heidi Vranken            |
| 1995 | Pedro Vanneste      | Peggy Mampaey          | Stefaan De Rijcke Pedro Vanneste         | Caroline Persyn Peggy Mampaey          | Luigi Dalli Cardillo Peggy Mampaey      |
| 1996 | Pedro Vanneste      | Caroline Persyn        | Luigi Dalli Cardillo Filip Vigneron      | Caroline Persyn Mallory Gosset         | Pedro Vanneste Mallory Gosset           |
| 1997 | Pedro Vanneste      | Mallory Gosset         | Alain De Leeuw Pedro Vanneste            | Mallory Gosset Anetha Stamboliyska     | David Vandewinkel Peggy Mampaey         |
| 1998 | Pedro Vanneste      | Mallory Gosset         | Patrick Boonen David Vandewinkel         | Manon Albinus Mallory Gosset           | Wouter Claes Manon Albinus              |
| 1999 | Ruud Kuijten        | Peggy Mampaey          | Patrick Boonen David Vandewinkel         | Manon Albinus Peggy Mampaey            | Ruud Kuijten Manon Albinus              |
| 2000 | Ruud Kuijten        | Caroline Persyn        | Patrick Boonen David Vandewinkel         | Manon Albinus Peggy Mampaey            | Ruud Kuijten Manon Albinus              |
| 2001 | Ruud Kuijten        | Juhari Hanny Sentiani  | Wouter Claes Frédéric Mawet              | Manon Albinus Peggy Mampaey            | Wouter Claes Manon Albinus              |
| 2002 | Ruud Kuijten        | Elke Biesbrouck        | Wouter Claes Frédéric Mawet              | Veerle Rakels Nathalie Descamps        | Wouter Claes Manon Albinus              |
| 2003 | Ruud Kuijten        | Elke Biesbrouck        | Wouter Claes Frédéric Mawet              | Veerle Rakels Nathalie Descamps        | Luigi Dalli Cardillo Veerle Rakels      |
| 2004 | Ruud Kuijten        | Nathalie Descamps      | Wouter Claes Ruud Kuijten                | Agnieszka Czerwinska Sofie Robbrecht   | Wouter Claes Corina Herrle              |
| 2005 | Ruud Kuijten        | Nathalie Descamps      | Wouter Claes Ruud Kuijten                | Nathalie Descamps Katrien Claes        | Wouter Claes Nathalie Descamps          |
| 2006 | Yuhan Tan           | Nathalie Descamps      | Wouter Claes Frédéric Mawet              | Nathalie Descamps Sofie Robbrecht      | Wouter Claes Nathalie Descamps          |
| 2007 | David Jaco          | Nathalie Descamps      | Wouter Claes Frédéric Mawet              | Nathalie Descamps Sabine Devooght      | Wouter Claes Nathalie Descamps          |
| 2008 | Yuhan Tan           | Nathalie Descamps      | Wouter Claes Frédéric Mawet              | Steffi Annys Séverine Corvilain        | Wouter Claes Nathalie Descamps          |
| 2009 | Yuhan Tan           | Nathalie Descamps      | Wouter Claes Frédéric Mawet              | Steffi Annys Séverine Corvilain        | Wouter Claes Nathalie Descamps          |
| 2010 | Yuhan Tan           | Lianne Tan             | Wouter Claes Frédéric Mawet              | Janne Elst Jelske Snoeck               | Wouter Claes Nathalie Descamps          |
| 2011 | David Jaco          | Lianne Tan             | Matijs Dierickx Freek Golinski           | Steffi Annys Séverine Corvilain        | Gert Poesen Manon Albinus               |
| 2012 | Yuhan Tan           | Lianne Tan             | Jonathan Gillis Maxime Moreels           | Nining Kustyaningsih Lianne Tan        | Frédéric Gaspard Sabine Devooght        |
| 2013 | Yuhan Tan           | Lianne Tan             | Matijs Dierickx Freek Golinski           | Janne Elst Jelske Snoeck               | Freek Golinski Janne Elst               |
| 2014 | Yuhan Tan           | Lianne Tan             | Matijs Dierickx Freek Golinski           | Janne Elst Jelske Snoeck               | Freek Golinski Janne Elst               |
| 2015 | Yuhan Tan           | Lianne Tan             | Matijs Dierickx Freek Golinski           | Steffi Annys Flore Vandenhoucke        | Nick Marcoen Flore Vandenhoucke         |
| 2016 | Yuhan Tan           | Lianne Tan             | Matijs Dierickx Freek Golinski           | Lianne Tan Flore Vandenhoucke          | Matijs Dierickx Steffi Annys            |
| 2017 | Yuhan Tan           | Lianne Tan             | Matijs Dierickx Freek Golinski           | Lise Jaques Flore Vandenhoucke         | Lise Jaques Elias Bracke                |
| 2018 | Maxime Moreels      | Lianne Tan             | Matijs Dierickx Freek Golinski           | Lise Jaques Flore Vandenhoucke         | Matijs Dierickx Flore Vandenhoucke      |
| 2019 | Yuhan Tan           | Lianne Tan             | Elias Bracke Freek Golinski              | Lise Jaques Flore Vandenhoucke         | Lise Jaques Patryk Szymoniak            |
| 2020 | Marijn Put          | Lianne Tan             | Jordy Van Der Sypt Tim Van Herbruggen    | Lise Jaques Flore Vandenhoucke         | Lise Jaques Jona Van Nieuwkerke         |
| 2021 | Julien Carraggi     | Lianne Tan             | Patryk Szymoniak Freek Golinski          | Lise Jaques Flore Vandenhoucke         | Lise Jaques Jona Van Nieuwkerke         |
| 2022 | Julien Carraggi     | Lianne Tan             | Freek Golinski Patryk Szymoniak          | Lise Jaques Flore Vandenhoucke         | Lise Jaques Jona Van Nieuwkerke         |
| 2023 | Elias Bracke        | Clara Lassaux          | Patryk Szymoniak Freek Golinski          | Lise Jaques Lien Lammertyn             | Lise Jaques Senne Houthoofd             |
| 2024 | Julien Carraggi     | Clara Lassaux          | Marijn Put Dylan Rosius                  | Clara Lassaux Flore Vandenhoucke       | Freek Golinski Tammi Vanwonterghem      |

Spelers met de meeste Belgische titels
| Naam                         | Enkel | Dubbel | Gemengd | Totaal |
| ---------------------------- | ----- | ------ | ------- | ------ |
| Herman Moens                 | 5     | 14     | 14      | 33     |
| Ingrid Swiggers              | 9     | 12     | 6       | 27     |
| Wouter Claes                 | -     | 10     | 10      | 20     |
| Nathalie Descamps            | 6     | 5      | 6       | 17     |
| June Vander Willigen/Jacques | 6     | 8      | 3       | 17     |
| Gerda Moens/Cairns           | 1     | 6      | 10      | 17     |
| Roger Vanmeerbeek            | 3     | 12     | 1       | 16     |
| Guy Van Branteghem           | 6     | 5      | 3       | 14     |
| Bep Verstoep                 | 5     | 4      | 5       | 14     |
| J. Boulet                    | 5     | 5      | 4       | 14     |